# Portugal op de Olympische Zomerspelen 2016
Portugal nam deel aan de Olympische Zomerspelen 2016 in de Braziliaanse stad Rio de Janeiro. Tweeënnegentig atleten deden mee in zestien verschillende sportdisciplines. Het was na Atlanta 1996 de grootste olympische ploeg van Portugal in haar geschiedenis. Portugal nam deel aan één teamsport op deze Spelen: na acht jaar werd weer deelgenomen aan het mannenvoetbaltoernooi.
Zeiler João Rodrigues droeg de Portugese vlag tijdens de openingsceremonie en de enige medaillewinnaar deze editie, judoka Telma Monteiro, tijdens de sluitingsceremonie. Het waren de minst succesvolle Zomerspelen voor Portugal sinds 1992, toen geen enkele medaille werd gewonnen.

## Medailleoverzicht
| Sport | Olympiër       | Onderdeel | Medaille |
| ----- | -------------- | --------- | -------- |
| Judo  | Telma Monteiro | -57kg (v) | Brons    |

## Deelnemers en resultaten
(m) = mannen, (v) = vrouwen 
Het overzicht van de deelnemers en resultaat per sport volgt.

### Atletiek
| Olympiër             | Onderdeel                | Resultaat | Prestatie                                                        |
| -------------------- | ------------------------ | --------- | ---------------------------------------------------------------- |
| Ricardo Ribas        | marathon (m)             | 134e      | 2:38.29                                                          |
| Rui Pedro Silva      | marathon (m)             | 123e      | 2:30.52                                                          |
| João Vieira          | 20km snelwandelen (m)    | 31e       | 1:23.03                                                          |
| Sérgio Vieira        | 20km snelwandelen (m)    | 53e       | 1:27.39                                                          |
| Miguel Carvalho      | 50 km snelwandelen       | 36e       | 4:08.16                                                          |
| Pedro Isidro         | 50 km snelwandelen       | 32e       | 4:03.42                                                          |
| João Vieira          | 50 km snelwandelen       | DNF       | DNF                                                              |
| Nelson Évora         | hink-stap-springen (m)   | 6e        | kwalificatie groep B: 2de met 16,99m finale: 6de met 17,03m      |
| Tsanko Arnaudov      | kogelstoten (m)          | 29e       | kwalificatie groep B: 14de met 18,88m                            |
|                      |                          |           |                                                                  |
| Lorène Bazolo        | 100m (v)                 | 28e       | serie 1: 4de in 11,43                                            |
| Lorène Bazolo        | 200m (v)                 | 30e       | serie 7: 4de in 23,01                                            |
| Cátia Azevedo        | 400m (v)                 | 31e       | serie 6: 4de in 52,38                                            |
| Marta Pen            | 1500m (v)                | 36e       | serie 1: 12de in 4.18,53                                         |
| Carla Salomé Rocha   | 10000m (v)               | 26e       | 32.06,05                                                         |
| Vera Barbosa         | 400m horden (v)          | 33e       | serie 5: 6de in 57,28                                            |
| Jéssica Augusto      | marathon (v)             | DNF       | DNF                                                              |
| Ana Dulce Félix      | marathon (v)             | 16e       | 2:30.39                                                          |
| Sara Moreira         | marathon (v)             | DNF       | DNF                                                              |
| Ana Cabecinha        | 20km snelwandelen (v)    | 6e        | 1:29.23                                                          |
| Daniela Cardoso      | 20km snelwandelen (v)    | 37e       | 1:36.13                                                          |
| Inês Henriques       | 20km snelwandelen (v)    | 12e       | 1:31.28                                                          |
| Susana Costa         | hink-stap-springen (v)   | 9e        | kwalificatie groep A: 5de met 14,12m finale: 9de met 14,12m      |
| Patricia Mamona      | hink-stap-springen (v)   | 6e        | kwalificatie groep B: 5de met 14,18m finale: 6de met 14,65m (NR) |
| Marta Onofre         | polsstokhoogspringen (v) | 24e       | kwalificatie groep B: 13de met 4,30m                             |
| Maria Leonor Tavares | polsstokhoogspringen (v) | 29e       | kwalificatie groep A: 17de met 4,15m                             |
| Irina Rodrigues      | discuswerpen (v)         | DNS       | DNS                                                              |

### Badminton
| Olympiër      | Onderdeel     | Resultaat | Prestatie |
| ------------- | ------------- | --------- | --- |
| Pedro Martins | enkelspel (m) | 14e       | groep M: 3de V van HKG Long: 0-2 (17–21, 18–21) V van CAN Giuffre: 1-2 (21–14, 22–24, 6–21)                              |
|               |               |           | |
| Telma Santos  | enkelspel (v) | 14e       | groep E: 4de V van CHN Li: 0-2 (12–21, 7–21) V van USA Wang: 1-2 (21–18, 10–21, 12–21) V van BEL Tan: 0-2 (16–21, 18–21) |

### Golf
| Olympiër         | Onderdeel | Resultaat | Prestatie                 |
| ---------------- | --------- | --------- | ------------------------- |
| Ricardo Gouveia  | mannen    | 59e       | 297 punten: (73-68-76-80) |
| José-Filipe Lima | mannen    | 48e       | 288 punten: (70-70-77-71) |

### Gymnastiek
| Olympiër           | Onderdeel                | Resultaat  | Prestatie |
| Trampoline         | Trampoline               | Trampoline | Trampoline |
| ------------------ | ------------------------ | ---------- | --- |
| Diogo Abreu        | mannen                   | 16e        | kwalificatie: 16de met 55,855 punten |
|                    |                          |            | |
| Ana Rente          | vrouwen                  | 11e        | kwalificatie: 11de met 97,885 punten |
| Turnen             |                          |            | |
| Ana Filipa Martins | meerkamp individueel (v) | 37e        | kwalificatie: 37ste sprong: 53ste met 13,366 punten brug: 36ste met 13,666 punten balk: 20ste met 13,833 punten vloer: 30ste met 14,33 punten totaal: 54,298 punten |

### Judo
| Olympiër          | Onderdeel  | Resultaat | Prestatie |
| ----------------- | ---------- | --------- | --- |
| Sergiu Oleinic    | –66kg (m)  | 9e        | 1ste ronde: W van UKR Zantaraja: yuko 2de ronde: V van DOM Mateo: ippon |
| Nuno Saraiva      | –73kg (m)  | 17e       | 1ste ronde: V van HUN Ungvári: waza-ari |
| Célio Dias        | –90kg (m)  | 17e       | 1ste ronde: vrij 2de ronde: V van BEN Yovo: ippon |
| Jorge Fonseca     | –100kg (m) | 17e       | 1ste ronde: W van AFG Bakhshi: ippon 2de ronde: V van CZE Krpálek: waza-ari                                                                                                |
|                   |            |           | |
| Joana Ramos       | –52kg (v)  | 9e        | 1ste ronde: W van BDI Gasongo: ippon 2de ronde: V van CHN Ma: ippon |
| Telma Monteiro VS | –57kg (v)  | Brons     | 1ste ronde: vrij 2de ronde: W van NZL Manuel: yuko kwartfinale: V van MGL Dorjsoeren: shido herkansingen: W van FRA Pavia: ippon bronzen finale: W van ROU Căprioriu: yuko |

### Kanovaren
| Olympiër                                                    | Onderdeel     | Resultaat | Prestatie |
| Slalom                                                      | Slalom        | Slalom    | Slalom |
| ----------------------------------------------------------- | ------------- | --------- | --- |
| José Carvalho                                               | C-1 (m)       | 9e        | voorronde: 11de run 1: 17de in 111,01 run 2: 8ste in 99,18 halve finale: 9de in 101,04 finale: 9de in 105,74 |
| Sprint                                                      |               |           | |
| Hélder Silva                                                | C-1 200m (m)  | 13e       | serie 2: 3de in 40,578 halve finale 3: 5de in 41,162 finale B: 5de in 40,388                                 |
| Fernando Pimenta                                            | K-1 1000m (m) | 5e        | serie 3: 1ste in 3.33,140 halve finale 1: 2de in 3.33,420 finale: 5de in 3.35,349                            |
| Emanuel Silva João Ribeiro                                  | K-2 1000m (m) | 4e        | serie 2: 4de in 3.26,284 halve finale 2: 1ste in 3.18,099 finale: 4de in 3.12,889                            |
| David Fernandes Fernando Pimenta João Ribeiro Emanuel Silva | K-4 1000m (m) | 6e        | serie 1: 4de in 3.01,498 halve finale 1: 2de in 2.58,233 finale: 6de in 3.07,482                             |
|                                                             |               |           | |
| Francisca Laia                                              | K-1 200m (v)  | 16e       | serie 1: 2de in 41,368 halve finale 1: 5de in 41,573 finale B: 8ste in 42,695                                |
| Teresa Portela                                              | K-1 500m (v)  | 11e       | serie 1: 3de in 1.56,439 halve finale 3: 4de in 1.58,360 finale B: 3de in 1.58,058                           |

### Paardensport
| Olympiër       | Onderdeel      | Resultaat      | Prestatie |
| Springconcours | Springconcours | Springconcours | Springconcours |
| -------------- | -------------- | -------------- | --- |
| Luciana Diniz  | individueel    | 9e             | kwalificatie: 33ste 1ste ronde: 53ste met 8 strafpunten 2de ronde: 1ste met 0 strafpunten 3de ronde: 24ste met 5 strafpunten totaal: 13 strafpunten finale: 9de 1ste ronde: 16de met 4 strafpunten 2de ronde: 1ste met 0 strafpunten totaal: 4 strafpunten |

### Schietsport
| Olympiër   | Onderdeel            | Resultaat | Prestatie                                             |
| ---------- | -------------------- | --------- | ----------------------------------------------------- |
| João Costa | 50m pistool (m)      | 11e       | kwalificatie: 11de met 554 punten (93-91-94-91-96-89) |
| João Costa | 10m luchtpistool (m) | 11e       | kwalificatie: 11de met 578 punten (98-97-96-96-94-97) |

### Taekwondo
| Olympiër     | Onderdeel | Resultaat | Prestatie                                                           |
| ------------ | --------- | --------- | ------------------------------------------------------------------- |
| Rui Bragança | –58kg (m) | 9e        | 1ste ronde: W van COL Muñoz: 14–2PG kwartfinale: V van DOM Pie: 1–4 |

de 

### Tafeltennis
| Olympiër                                    | Onderdeel     | Resultaat | Prestatie |
| ------------------------------------------- | ------------- | --------- | --- |
| Tiago Apolónia                              | enkelspel (m) | 17e       | voorronde: vrij 1ste ronde: vrij 2de ronde: vrij 3de ronde: V van SLO Tokič: 1–4 (6-11, 12-10, 6-11, 7-11, 8-11) |
| Marcos Freitas                              | enkelspel (m) | 5e        | voorronde: vrij 1ste ronde: vrij 2de ronde: vrij 3de ronde: W van ROU Ionescu: 4–1 (11-9, 1-11, 11-5, 11-7, 11-9) 4de ronde: W van UKR Lei: 4–0 (11-8, 11-7, 11-5, 11-7) kwartfinale: V van JPN Mizutani: 2–4 (4-11, 11-9, 3-11, 8-11, 12-10, 2-11) |
| Tiago Apolónia Marcos Freitas João Monteiro | team (m)      | 9e        | 1ste ronde: V Oostenrijk: 1–3 |
|                                             |               |           | |
| Shao Jieni                                  | enkelspel (v) | 33e       | voorronde: vrij 1ste ronde: vrij 2de ronde: V van USA Zhang: 0–4 (4-11, 9-11, 9-11, 6-11) |
| Yu Fu                                       | enkelspel (v) | 33e       | voorronde: vrij 1ste ronde: vrij 2de ronde: V van THA Komwong: 3–4 (16-14, 11-8, 10-12, 8-11, 11-7, 10-12, 8-11) |

### Tennis
| Olympiër                | Onderdeel      | Resultaat | Prestatie                                                                                       |
| ----------------------- | -------------- | --------- | ----------------------------------------------------------------------------------------------- |
| Gastão Elias            | enkelspel (m)  | 17e       | 1ste ronde: W van AUS Kokkinakis: 7–6 (4), 7–6 (3) 2de ronde: V van USA Steve Johnson: 3–6, 4–6 |
| João Sousa              | enkelspel (m)  | 17e       | 1ste ronde: W van NED Haase: 6–1, 7–5 2de ronde: V van ARG del Potro: 3–6, 6–1, 3–6             |
| Gastão Elias João Sousa | dubbelspel (m) | 9e        | 1ste ronde: W van SVK Martin/Zelenay: 6–4, 6–2 2de ronde: V van CAN Nestor/Pospisil: 1–6, 4–6   |

### Triatlon
| Olympiër          | Onderdeel | Resultaat | Prestatie |
| ----------------- | --------- | --------- | --------- |
| Miguel Arraiolos  | mannen    | 44e       | 1:53.35   |
| João José Pereira | mannen    | 5e        | 1:45.52   |
| João Pedro Silva  | mannen    | 35e       | 1:51.33   |

### Voetbal
| Olympiër | Onderdeel | Resultaat | Prestatie |
| --- | --------- | --------- | --- |
| Bruno Varela Ricardo Esgaio A Tiago Ilori Tobias Figueiredo Edgar Ié Tomás Podstawski André Martins D Sérgio Oliveira D Gonçalo Paciência Bruno Fernandes Salvador Agra D Joel Pereira Pité Paulo Henrique Fábio Sturgeon Francisco Ramos Carlos Mané Tiago Silva | mannen    | 6e        | groep D: 1ste W van Argentinië: 2-0 W van Honduras: 2-1 G van Algerije: 1-1 kwartfinale: V van Duitsland: 0-4 |

| Groep D |            |             |             |             |             |            |            |            |        |
| #       | Land       | Wedstrijden | Wedstrijden | Wedstrijden | Wedstrijden | Doelpunten | Doelpunten | Doelpunten | Punten |
| #       | Land       | G           | W           | G           | V           | V          | T          | Saldo      | Punten |
| 1       | Portugal   | 3           | 2           | 1           | 0           | 5          | 2          | +3         | 7      |
| 2       | Honduras   | 3           | 1           | 1           | 1           | 5          | 5          | 0          | 4      |
| 3       | Argentinië | 3           | 1           | 1           | 1           | 3          | 4          | –1         | 4      |
| 4       | Algerije   | 3           | 0           | 1           | 2           | 4          | 6          | –2         | 1      |

| Ronde       | Datum       | Lokale tijd | MEZT           | Plaats   | Land     | Score      | Land      |
| ----------- | ----------- | ----------- | -------------- | -------- | -------- | ---------- | --------- |
| Groepsfase  |             |             |                |          |          |            |           |
| 4 augustus  | 18:00       | 23:00       | Rio de Janeiro | Portugal | 2–0      | Argentinië |           |
| 7 augustus  | 15:00       | 20:00       | Rio de Janeiro | Honduras | 1–2      | Portugal   |           |
| 10 augustus | 13:00       | 18:00       | Rio de Janeiro | Algerije | 1–1      | Portugal   |           |
| Kwartfinale | 13 augustus | 13:00       | 18:00          | Brasilia | Portugal | 0–4        | Duitsland |

### Wielersport
| Olympiër        | Onderdeel        | Resultaat    | Prestatie    |
| Mountainbike    | Mountainbike     | Mountainbike | Mountainbike |
| --------------- | ---------------- | ------------ | ------------ |
| Tiago Ferreira  | mannen           | 39e          | LAP          |
| David Rosa      | mannen           | 44e          | LAP          |
| Weg             |                  |              |              |
| Nélson Oliveira | tijdrit (m)      | 7e           | 1:14.15,27   |
| André Cardoso   | wegwedstrijd (m) | 36e          | 6:22.23      |
| Rui Costa       | wegwedstrijd (m) | 10e          | 6:12.34      |
| José Mendes     | wegwedstrijd (m) | 53e          | 6:30.05      |
| Nélson Oliveira | DNF              | DNF          |              |

### Zeilen
| Olympiër              | Onderdeel        | Resultaat | Prestatie                                      |
| --------------------- | ---------------- | --------- | ---------------------------------------------- |
| João Rodrigues VO     | RS:X (m)         | 11e       | 148 punten: (21-10-23-15-15-10-15-12-4-4-12-7) |
| Gustavo Lima          | Laser (m)        | 22e       | 175 punten: (15-15-20-26-15-8-11-28-28-33)     |
| José Costa Jorge Lima | 49er (m)         | 16e       | 122 punten: (4-4-18-6-16-21-11-19-4-9-19-12)   |
|                       |                  |           |                                                |
| Sara Carmo            | Laser Radial (v) | 27e       | 235 punten: (34-31-22-25-18-13-30-30-26-9)     |

### Zwemmen
| Olympiër            | Onderdeel           | Resultaat | Prestatie                                              |
| ------------------- | ------------------- | --------- | ------------------------------------------------------ |
| Diogo Carvalho      | 200m wisselslag (m) | 19e       | serie 4: 8ste in 2.00,17                               |
| Alexis Santos       | 200m wisselslag (m) | 12e       | serie 2: 4de in 1.59,62 halve finale 1: 5de in 2.00,08 |
| Alexis Santos       | 400m wisselslag (m) | 14e       | serie 2: 4de in 4.15,84 (NR)                           |
|                     |                     |           |                                                        |
| Tamila Holub        | 800m vrije slag (v) | 24e       | serie 1: 4de in 8.45,36                                |
| Victoria Kaminskaya | 200m wisselslag (v) | 35e       | serie 1: 6de in 2.16,78                                |
| Victoria Kaminskaya | 400m wisselslag (v) | 28e       | serie 2: 3de in 4.46,03                                |
| Vânia Neves         | 10km open water (v) | 24e       | 2:01.39,3                                              |